# Ibai Azurmendi
Ibai Azurmendi Sagastibeltza (Leitza, 11 giugno 1996) è un ex ciclista su strada spagnolo, professionista dal 2020 al 2024.

## Carriera
È attivo come Elite/Under-23 dal 2015 con la Fundación Euskadi-EDP, formazione diretta da Jorge Azanza che nel 2018 ha assunto licenza di Continental Team come Euskadi e dal 2020 licenza di UCI ProTeam come Fundación-Orbea/Euskaltel-Euskadi.
Nel 2018 rappresenta la Nazionale Under-23 spagnola al Tour de l'Avenir e nella prova in linea di categoria ai mondiali di Innsbruck. Nel 2022 corre la sua prima Vuelta a España, andando in fuga nel corso della quinta tappa, e portando infine a conclusione la corsa in 86ª posizione. Si ritira dall'attività nell'aprile 2024.

## Piazzamenti

### Grandi Giri
- Vuelta a España

2022: 85º

### Competizioni mondiali
- Campionati del mondo

Innsbruck 2018 - In linea Under-23: 35º